# The Frames
The Frames es una banda musical irlandesa de rock originaria de Dublín. Fundada en 1990 por Glen Hansard.
Los miembros del grupo han cambiado desde su formación. Actualmente, la componen Glen Hansard (voz, guitarra), Joe Doyle (bajo, voz), Colm Mac Con Iomaire (violín, teclados y voz) y Rob Bochnik (principal guitarrista); Graham Hopkins ha colaborado tocando la batería. 
En Estados Unidos, la banda ha editado sus discos bajo el nombre de The Frames DC, puesto que este era el nombre de otra banda.

## Miembros

### Miembros en la actualidad
- Glen Hansard: cantante, guitarra eléctrica (1990-presente)
- Joe Doyle: bajo, voz (1996-presente)
- Colm Mac Con Iomaire: violín, teclados, voz (1990-presente)
- Rob Bochnik: guitarrista principal (2002-presente)
- Johnny Boyle: batería (2003-presente)

### Miembros originales
- Noreen O'Donnell: (1990-1996) (cantante)
- Dave Odlum: (1990-2002) (guitarrista, Odlum más tarde coprodujo el disco Burn the Maps)
- Paul Brennan: (1990-1998) (batería)
- Dave Hingerty: (1998-2003) (batería)
- John Carney: (1990-1993) (bajo)
- Graham Downey: (1993-1996) (bajo)

## Discografía

### Álbumes
- Another Love Song (1991)
- Fitzcarraldo (1995)
- Fitzcarraldo (1996)
- Dance the Devil (1999)
- For the Birds (2001)
- Breadcrumb Trail (2002) [disco en directo]
- Set List (2003) [disco en directo]
- Burn the Maps (2004)
- The Cost (2006)

### Sencillos y EP
- "The Dancer" (1991)
- "Masquerade" (1992)
- Turn On Your Record Player EP (1992)
- Picture Of Love (1993)
- Angel At My Table (1994)
- "Revelate" (1995)
- "Monument" (1996)
- I Am The Magic Hand (1999)
- Pavement Tune (1999)
- Rent Day Blues EP (1999)
- Come On Up To The House (1999 - Recopilación que incluye su canción "Star Star")
- Lay Me Down (2001)
- Headlong (2002)
- The Roads Outgrown (2003)
- "Fake" (2003)
- "Finally" (2004)
- "Sideways Down" (2005)
- "Happy" (Sencillo para las emisoras de radio - 2005)
- "Falling Slowly/No More I Love Yous" (2006)